# Xanthorhoe iberaria
Xanthorhoe iberaria är en fjärilsart som beskrevs av Jules Pièrre Rambur 1866. Xanthorhoe iberaria ingår i släktet Xanthorhoe och familjen mätare. Inga underarter finns listade i Catalogue of Life.